# Сан Мартино Тремолето (Арецо)
Сан Мартино Тремолето је насеље у Италији у округу Арецо, региону Тоскана.
Према процени из 2011. у насељу је живело 41 становника. Насеље се налази на надморској висини од 484 м.